# Hantec
Hantec je místní varianta češtiny používaná v hovorové mluvě v Brně. Tato specifická mluva vznikla během několika staletí smíšením hanáckých nářečí češtiny (jazyk okolního venkova) s němčinou brněnských Němců (směs spisovné němčiny a rakouských a jihoněmeckých nářečí) a historickým středoevropským argotem, zejména vídeňským. Vliv také měly jidiš, romština a italština.
V 19. století a na začátku 20. století byl hantec běžně používán nižšími společenskými třídami. Dnes není původní forma hantecu běžná, ale velké množství jednotlivých výrazů je v lokální mluvě obecně používáno. O do jisté míry přetvoření hantecu a rozšíření této verze do veřejného povědomí se od 60. let 20. století postarala skupina brněnských umělců (Franta Kocourek, Miroslav Donutil, Jan Hlaváček). Poslední jmenovaný v roce 2024 vyjádřil obavu, že hantecu hrozí zánik, mimo jiné v souvislosti s kompolitizací Brna a upající znalostí němčiny mezi jeho obyvateli; řešení by viděl v zápisu hantecu na seznam nehmotného dědictví UNESCO.
Původ slova hantec je možno hledat ve výrazu hantýrka. Mezi nejznámější slova soudobého hantecu patří šalina (tramvaj – z německého elektrische Linie), čurina (legrace), hokna (práce), zoncna (slunce – z německého Sonne), Prýgl (Brněnská přehrada, z německého Brückl), love (peníze – z romštiny), čórka (krádež – z romštiny), šaškec (blázinec), škopek (pivo), koc (dívka – z německého výrazu pro „kočku“ Katze v jeho hovorové rakouské výslovnosti).

## Hlavní znaky
- změna ý > é (býk > bék) a často i ej > é (nejlepší > nélepší)
- změna é > ý / í (dobré > dobrý) (stejně jako v českých nářečích)
- protetické v- u slov začínajících na o- (okno > vokno) (stejně jako v českých nářečích)
- regresivní asimilace znělosti sh- na [zh-] (zhoda, zhánět)
- skupina -jd- se v předponových tvarech slovesa jít mění na -nd- (přijde > přinde)
- substantiva skloňovaná podle vzoru předseda mají v instrumentálu singuláru koncovku -em (s předsedou > s předsedem) a v akuzativu koncovku -i/y (pro taťku > pro taťky, mám za kamaráda Jirku > mám za kamoša Jirky)
- instrumentál plurálu je většinou zakončen na -(a)ma (s vysokéma chlapama atd.)
- dvojhlásce ou odpovídá ó (spadnout > spadnót)
- dativ a lokativ pronomina já má tvar ně
- 3. osoba plurálu indikativu prezentu u sloves je zakončena na -(ij)ó (dělajó, mluvijó, só atd.)
- 1. osoba singuláru indikativu prézentu u sloves 3. třídy je zakončena na -u (pracuju, chcu, maluju atd.)
- sloveso chtít má infinitiv chcet a příčestí minulé chcel
- 1. osoba singuláru indikativu slovesa být má dva tvary:
  - su jako plnovýznamové sloveso (např. su hlópé)
  - sem jako pomocné sloveso pro tvoření minulého času (sem chcel)

Množné číslo se někdy užívá v platnosti čísla jednotného.

## Slovní zásoba a tvarosloví
Slovní zásoba hantecu obsahuje četné germanismy, ale také výpůjčky z italštiny, maďarštiny, jidiš nebo též z romštiny. Některé výrazy mohou být mluvčími brněnské hovorové mluvy neznalými považovány za urážlivé – například výraz cajzl označující obyvatele Čech (z německého Zeisig, tj. čížek) nebo výraz pro dívku Mařka, Havajka.
Výrazně se v Brně projevují rysy středomoravských nářečí. Známé je sloveso rožnout (a jeho imperativ rožni), které je ekvivalentem spisovného rozsvítit.
Příklady dalších výrazů:
| Hantec  | Česky         | Původ                |
| ------- | ------------- | -------------------- |
| augle   | oči           | z německého Augen    |
| betla   | postel        | z německého Bett     |
| cimra   | pokoj         | z německého Zimmer   |
| gómat   | chápat, vědět | z českého koumat     |
| haksna  | noha          | z rakouského Haxe    |
| hercna  | srdce         | z německého Herz     |
| helfnót | pomoci        | z německého helfen   |
| chálka  | jídlo         | z romštiny           |
| lochec  | smích         | z německého Lachen   |
| lont    | venkov, okolí | z německého Land     |
| retych  | záchod        | z rakouského Rettich |
| šlofnót | spát          | z německého schlafen |
| štatl   | centrum města | z německého Stadt    |

### Místní názvy
V hantecu se vyvinulo také mnoho různě zkomolených brněnských místních názvů (čtvrtí, ulic a jiných objektů), někdy s humornou nadsázkou. Příklady jsou Šimice (Židenice, z něm. Schimitz), Blekfíld (Černá Pole), Kénik (Královo Pole, z něm. Königsfeld; častěji se ale říká Krpole), Monte Bú (Kraví hora), Majlont (Maloměřice), Bástr (Bystrc), Žabiny (Žabovřesky), Oltec (Staré Brno, z něm. Alt-Brünn), Augec (Lužánky, z něm. Augarten) nebo Hambec (někdejší Hamburk) a Vincky (Vinohrady). Velmi frekventovaný je výraz Čára pro Českou ulici, jeden z hlavních přestupních uzlů v centru města. Z novější doby je označení Bronx pro sociálně vyloučenou oblast okolo Cejlu. 
Pro produkci těchto hovorových označení jsou typické zejména koncovky -ec (Stadec, Julec, Komec), -ál (Favál, Semál) nebo -as (Špilas).

## Použití
Hantec je součástí hovorové mluvy v mezilidské komunikaci, ale za komunistického režimu proslul také jako jazyk brněnských umělců. Vyšlo v něm nejméně 30 knih a několik audio CD, stal se předmětem mnoha novinových článků a závěrečných studentských prací, dokonce zahraničních. Své příznivce si našel po celém Česku i Slovensku.
Místní specifické výrazy se někdy objevují i v na Brno zaměřeném marketingu – např. Dopravní podnik města Brna označuje i v oficiální komunikaci předplatní jízdenku slovem šalinkarta (odvozeno od hantecového označení šalina pro „tramvaj“ – ostatně jeho měsíčně vycházející věstník se jmenuje přímo Šalina) a v kampani za přesun hlavního nádraží bylo používáno heslo „Bócháme na tom fest – Brno staví nové město“. Pro samotné hlavní nádraží v hantecu existuje termín rola. Roku 2018 se v anketě o název nového (přesunutého) hlavního nádraží projevil u účastníků jak smysl pro hantec, tak pro recesi, když zvítězil návrh „Brno–Šalingrad“ (parafráze na Stalingrad) (a na 3. místě „Nádraží Járy Cimrmana“).
Hantec bývá v marketingu používán také při celostátní komunikaci, kdy hraje roli jakéhosi moravského jazyka. V roce 2002 se tak brněnský pivovar Starobrno prezentoval televizním reklamním spotem „Prafotr Morava“, parodujícím legendu o Praotci Čechovi, namluveným v hantecu a s titulky ve spisovné češtině. Česká filmová komedie Westernstory, jejíž děj se odehrává v prostředí westernového městečka nedaleko Boskovic na Brněnsku, vložila dokonce v upoutávce hantec do úst starému Indiánovi, který v ní diváka provází, opět s titulky ve spisovném jazyce.

## Ukázka
Životopis moravského markraběte Jošta v hantecu napsal a namluvil brněnský moderátor Borek Kapitančik:
Úryvek z jedné z brněnských pověstí O křivé věži napsané v hantecu od Aleše „Agi“ Bojanovského:
| „ | Prolítlo už hafo jařin vod dob, co se dával do pucu Oltecové rathaus. To jednó véšky z Rathausu hodili drát jednomu známýmu borcovi, keré bóchal se šutrama a keré chodil do bódy k jednemu névymakaňéšímu a nénabiťéšímu mistrovi z Práglu. Sice se mu do Česka moc klapat nechcelo, ale když fotr prolepil ňáké škopek, nebylo co řešit. Hodil na sebe mantl a solidní traťůvky a vodklapal. Ňáké jár krmil lepóchy rozumama toho šéfa z Práglu a když už byl skoro hotové, tak se vo něm domákli véšky ze Štatlu a že pré má naklapat do Brniska a helfnót jim s oltecovým Rathausem. | “ |